# Indigofera acanthoclada
Indigofera acanthoclada är en ärtväxtart som beskrevs av Moritz Kurt Dinter. Indigofera acanthoclada ingår i släktet indigosläktet, och familjen ärtväxter. Inga underarter finns listade i Catalogue of Life.